# Даєр (Індіана)
Даєр (англ. Dyer) — місто (англ. town) в США, в окрузі Лейк штату Індіана. Населення — 16 517 осіб (2020).

## Географія
Даєр розташований за координатами 41°29′53″ пн. ш. 87°30′31″ зх. д. / 41.49806° пн. ш. 87.50861° зх. д. (41.497952, -87.508736).  За даними Бюро перепису населення США в 2010 році місто мало площу 15,81 км², уся площа — суходіл.

## Демографія
Згідно з переписом 2010 року, у місті мешкало 16 390 осіб у 5985 домогосподарствах у складі 4552 родин. Густота населення становила 1037 осіб/км².  Було 6125 помешкань (387/км²).
Расовий склад населення:
| - 90,1 % — білих - 2,9 % — азіатів - 2,5 % — чорних або афроамериканців - 0,2 % — корінних американців - 2,4 % — осіб інших рас |

До двох чи більше рас належало 1,8 %. Частка іспаномовних становила 9,3 % від усіх жителів.
За віковим діапазоном населення розподілялося таким чином: 23,1 % — особи молодші 18 років, 61,4 % — особи у віці 18—64 років, 15,5 % — особи у віці 65 років та старші. Медіана віку мешканця становила 42,9 року. На 100 осіб жіночої статі у місті припадало 93,8 чоловіків;  на 100 жінок у віці від 18 років та старших — 91,1 чоловіків також старших 18 років.
Середній дохід на одне домашнє господарство  становив 108 076 доларів США (медіана — 79 708), а середній дохід на одну сім'ю — 126 407 доларів (медіана — 90 907). Медіана доходів становила 62 318 доларів для чоловіків та 41 882 долари для жінок. За межею бідності перебувало 2,7 % осіб, у тому числі 2,0 % дітей у віці до 18 років та 2,5 % осіб у віці 65 років та старших.
Цивільне працевлаштоване населення становило 8233 особи. Основні галузі зайнятості: освіта, охорона здоров'я та соціальна допомога — 23,9 %, виробництво — 16,6 %, роздрібна торгівля — 10,1 %, науковці, спеціалісти, менеджери — 10,0 %.